# Штурмові загони Ґутенберґа
«Штурмові загони Ґутенберґа» — щорічний фестиваль молодих видавців і редакторів, який проходить в Інституті журналістики Київського університету. Названий на честь Йогана Ґутенберґа— німецького першодрукаря, який запровадив техніку друку за допомогою рухомих літер. Метою заходу є покращення комунікації між молодими гравцями книжкового ринку України.

## Організатори
Ініціаторами проведення фестивалю були Ірина Батуревич та Оксана Хмельовська (засновники культурно-видавничого проекту «Читомо»). З організацією щороку допомагають небайдужі студенти та викладачі Інституту журналістики, передусім із кафедри видавничої справа та редагування.

## Історія

### Перший фестиваль
15-16 квітня 2010 року відбувся Перший фестиваль молодих видавців і редакторів, об'єднавши інтерактивні лекції, майстер-класи, виставки, презентації студентських робіт. Гостями фестивалю були Іван Малкович, Олег Романенко, Ілля Стронґовський, Павло Гудімов, Дмитро Растворцев, Артур Білозьоров, Антон Санченко, Микола Ковальчук.

### Другий фестиваль
У 2011 році затвердили офіційну назву «Штурмові загони Ґутенберґа» та логотип. Захід проходив 12-13 травня, і відзначився цікавою насиченою програмою. Відбулися майстер-класи із ліногравюри (Ілля DILIAGO), створення модульних сіток (Микола Ковальчук), каліграфії (Олексій Чекаль) та можливостей Вікіпедії (Юрій Пероганич). Також відбулася прагматична акція «Арбайтен-форум, або Вдале працевлаштування на медіа-роботу». На зустрічі та дискусії були запрошені Костянтин Родик, Тарас Федюк, Михайло Бриних, Олександра Коваль, Олег Шпільман, Дмитро Стус та багато інших. Окрім цього відбулися ряд виставок на книговидавничу тематику. Цього фестиваль відвідав і президент Асоціації видавців і книгорозповсюджувачів — Олександр Афонін.

### Третій фестиваль
У 2012 році фестиваль відбудеться 27-28 квітня.

### Четвертий фестиваль
У 2013 році фестиваль відбудвся 16—17 травня 2013 року під гаслом «НеPAPERові серця!». Основне новаторство — благодійне спрямування [недоступне посилання з серпня 2019]
Відбулись майстер-класи з редакторкою Elle Олександрою Буринською [недоступне посилання з серпня 2019], головним редактором журналу «Домашний очаг» Вікторією Гордієнко[недоступне посилання з серпня 2019], прес-секретарем міжнародного поетичного фестивалю Meridian Czernowitz Лілією Шутяк [недоступне посилання з серпня 2019].
Переможцем конкурсу «Парад видавничих ідей» стала Ольга Ніколайчук з журналом про візуальні комунікації у дизайні «ХЗ». [недоступне посилання з серпня 2019]

## Події
Кожен фестиваль насичений різноманітними заходами, участь в яких беруть українські та закордонні видавці, редактори, письменники, дизайнери, ілюстратори, каліграфи та люди інших професій, які причетні до книговидавничої справи.
Щороку в рамках фестивалю проходить конкурс молодіжних та студентських проектів «Парад видавничих ідей» у таких номінаціях:
- друковані ЗМІ (журнали, газети, брошури тощо);
- електронні ЗМІ (сайти, портали, езіни, оффлайн-проекти);
- книжкові видання;
- альтернативні проекти (арт-книги, елементи книги, книжкові аксесуари).

Також серед постійних заходів є літературні читання у міських книгозбірнях — «Ніч у бібліотеці».